# Paulius Šiškevičius
Paulius Šiškevičius (Vílnius, 7 de setembre de 1993) és un ciclista lituà, professional des del 2015 amb l'equip irlandès An Post-ChainReaction. Actualment milita a l'equip Staki-Technorama. El 2014 es proclamà campió nacional en ruta. El seu germà Evaldas també es dedica professionalment al ciclisme.

## Palmarès
- 2010
  -  Campió de Lituània júnior en ruta
  -  Campió de Lituània júnior en contrarellotge
- 2011
  -  Campió de Lituània júnior en ruta
  -  Campió de Lituània júnior en contrarellotge
- 2014
  -  Campió de Lituània en ruta
- 2015
  -  Campió de Lituània sub-23 en ruta
  -  Campió de Lituània sub-23 en contrarellotge
- 2017
  - Vencedor d'una etapa a la Volta al Marroc